# 4 marca
4 marca jest 63. (w latach przestępnych 64.) dniem w kalendarzu gregoriańskim. Do końca roku pozostaje 302 dni.

## Święta
- Imieniny obchodzą: Adrian, Adrianna, Arkadia, Arkadiusz, Arkady, Gerard, Gerarda, Humbert, Jakubina, Kazimierz, Leonard, Lucjusz, Łucja, Łucjusz, Nestor, Piotr, Placyda i Witosław.
- Litwa – Kaziuki (wileński jarmark odpustowy z okazji święta św. Kazimierza)
- Międzynarodowe – Światowy Dzień Inżyniera
- Wspomnienia i święta w Kościele katolickim obchodzą[1][2]:
  - bł. Humbert III
  - św. Arkadiusz z Cypru (biskup)
  - św. Jan Antoni Farina (biskup)
  - św. Kazimierz Królewicz (święto historycznego katolickiego patrona Polski)
  - bł. Matka od św. Ludwika (zakonnica)
  - św. Lucjusz I (papież)

## Wydarzenia w Polsce
- 1386 – Władysław II Jagiełło został koronowany w katedrze wawelskiej na króla Polski.
- 1430 – Władysław II Jagiełło wydał przywilej jedlneński.
- 1513 – Król Zygmunt I Stary potwierdził prawa miejskie Piły, nadane jej w I połowie XV wieku.
- 1768 – Zawiązano i zaprzysiężono związek zbrojny konfederacji barskiej założonej 29 lutego.
- 1846:
  - Powstanie krakowskie: dyktator powstania Jan Tyssowski wraz z oddziałem złożył broń na granicy pruskiej.
  - Wydano koncesję na budowę linii kolejowej ze Stargardu do Poznania, którą oddano do użytku 2 lata później.
- 1863 – Powstanie styczniowe: stoczono bitwę pod Pieskową Skałą.
- 1904 – W Zakopanem założono Związek Górali.
- 1928 – Odbyły się wybory parlamentarne.
- 1931 – Przywrócono nazwę miastu Lesko (dotychczas Lisko) i przemianowano powiat liski na powiat leski w ówczesnym województwie lwowskim.
- 1934 – Założono Stronnictwo Wielkiej Polski.
- 1939 – W sztabie głównym rozpoczęto pracę nad planem wojny z Niemcami (plan „Zachód”).
- 1941 – Na terenach polskich anektowanych przez III Rzeszę wprowadzono Volkslistę.
- 1944 – Oddział Kedywu AK dokonał udanego zamachu na dowódcę posterunku Bahnschutzpolizei na dworcu Warszawa Zachodnia Karla Schmalza (akcja „Panienka”).
- 1945:
  - Armia Czerwona zajęła Koszalin.
  - Rozpoczęła się bitwa o Kołobrzeg.
- 1951:
  - Premiera filmu Warszawska premiera w reżyserii Jana Rybkowskiego.
  - W Trójmieście uruchomiono Szybką Kolej Miejską.
- 1952 – 9 górników zginęło w wybuchu i pożarze w KWK „Pstrowski” w Zabrzu.
- 1953 – 5 górników zginęło w wybuchu metanu w KWK „Bolesław Chrobry” w Wałbrzychu.
- 1956 – Ukazał się pierwszy numer wydawanego w Białymstoku tygodnika mniejszości białoruskiej „Niwa”.
- 1970 – Zdzisław Marchwicki („wampir z Zagłębia”) zamordował w Siemianowicach Śląskich-Bytkowie swoją ostatnią ofiarę.
- 1979:
  - Józef Glemp został mianowany biskupem diecezji warmińskiej.
  - Premiera 1. odcinka serialu telewizyjnego Rodzina Połanieckich w reżyserii Jana Rybkowskiego.
- 1994 – Polska premiera filmu Lista Schindlera w reżyserii Stevena Spielberga.
- 2005 – Premiera filmu W dół kolorowym wzgórzem w reżyserii Przemysława Wojcieszka.
- 2011 – Premiera filmu Sala samobójców w reżyserii Jana Komasy.
- 2020 – W szpitalu w Zielonej Górze potwierdzono pierwszy w Polsce przypadek zakażenia wirusem SARS-CoV-2.
- 2021 – Odsłonięto Pomnik Jana Zachwatowicza w Warszawie[3].

## Wydarzenia na świecie

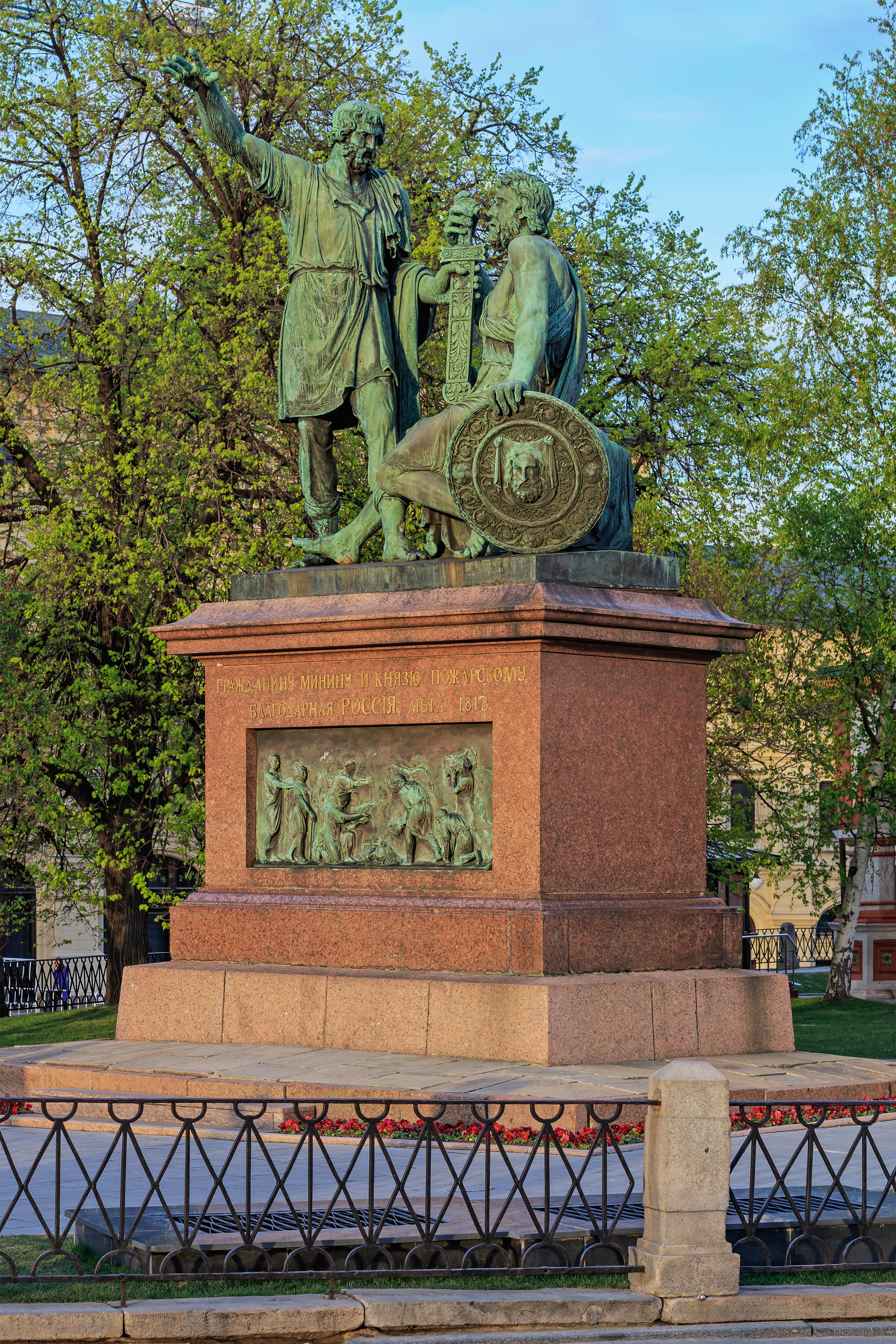
Pomnik Minina i Pożarskiego w Moskwie

- 852 – W dokumencie podpisanym przez księcia Trpimira I po raz pierwszy pojawiła się nazwa Chorwacja.
- 1152 – Fryderyk I Barbarossa został koronowany na króla Niemiec.
- 1226 – Hamm w Nadrenii Północnej-Westfalii uzyskało prawa miejskie.
- 1238 – W bitwie nad rzeką Sit armia mongolska pod wodzą Batu-chana pokonała wojska wielkiego księcia włodzimierskiego Jerzego II Wsiewołodowicza.
- 1341 – Ramathibodi I wstąpił na tron Syjamu.
- 1461 – Edward IV York został królem Anglii.
- 1519 – Konkwistador Hernán Cortés wylądował na wybrzeżu Meksyku.
- 1665 – Anglia wypowiedziała wojnę Niderlandom.
- 1681 – Król Anglii Karol II Stuart przyznał kwakrowi Williamowi Pennowi prawo do założenia nowej kolonii w okolicach przyszłej Filadelfii.
- 1687 – W Monasterze Paleostrowskim dokonało samospalenia ok. 2700 staroobrzędowców na czele z hierodiakonem z Monasteru Sołowieckiego.
- 1789:
  - Odbyło się pierwsze posiedzenie Kongresu Stanów Zjednoczonych.
  - Weszła w życie Konstytucja Stanów Zjednoczonych.
- 1791 – Vermont jako 14. stan dołączył do Unii.
- 1794 – Została uchwalona 11. poprawka do Konstytucji Stanów Zjednoczonych dotycząca prawa występowania z powództwem wobec indywidualnych stanów.
- 1797 – John Adams został 2. prezydentem USA.
- 1801 – Thomas Jefferson został 3. prezydentem USA.
- 1809 – James Madison został 4. prezydentem USA.
- 1813 – Cyryl VI został ekumenicznym patriarchą Konstantynopola.
- 1815 – Terytorium utworzonej przez Napoleona Bonaparte marionetkowej Republiki Rodańskiej powróciło do Szwajcarii.
- 1817 – James Monroe został 5. prezydentem USA.
- 1818 – W Moskwie odsłonięto Pomnik Minina i Pożarskiego.
- 1825 – John Quincy Adams został 6. prezydentem USA.
- 1829 – Andrew Jackson został 7. prezydentem USA.
- 1834 – We Włoszech założono zgromadzenie zakonne Adoratorek Krwi Chrystusa.
- 1837:
  - Chicago otrzymało prawa miejskie.
  - Martin Van Buren został 8. prezydentem USA.
- 1841 – William Henry Harrison został 9. prezydentem USA.
- 1845 – James Polk został 11. prezydentem USA.
- 1848:
  - Karol Marks został wydalony z Belgii.
  - Król Sardynii Karol Albert ogłosił statut fundamentalny ustanawiając monarchię konstytucyjną.
- 1849:
  - Cesarz Austrii Franciszek Józef I manifestem ołomunieckim włączył Węgry do ziem Cesarstwa, przekreślając tym samym ich niezależność.
  - Zachary Taylor został 12. prezydentem USA.
- 1853 – Franklin Pierce został 14. prezydentem USA.
- 1857 – James Buchanan został 15. prezydentem USA.
- 1861:
  - Abraham Lincoln został 16. prezydentem USA.
  - Niemiecki astronom Ernst Tempel odkrył planetoidę (64) Angelina.
- 1869 – Ulysses Grant został 18. prezydentem USA.
- 1872 – Hiszpanie założyli miasto Puerto Princesa na filipińskiej wyspie Palawan.
- 1877:
  - Rutherford Hayes został 19. prezydentem USA.
  - W Teatrze Wielkim w Moskwie odbyła się prapremiera baletu Jezioro łabędzie z muzyką Piotra Czajkowskiego.
- 1881 – James Garfield został 20. prezydentem USA.
- 1885 – Grover Cleveland został 22. prezydentem USA.
- 1889 – Benjamin Harrison został 23. prezydentem USA.
- 1890 – W Szkocji otwarto most kolejowy Forth Bridge.
- 1892 – Niemiecki astronom Max Wolf odkrył planetoidę (325) Heidelberga.
- 1893 – Grover Cleveland został 24. prezydentem USA.
- 1895 – Wojna chińsko-japońska: zwycięstwo wojsk japońskich w bitwie pod Yingkou.
- 1896 – Martinus Theunis Steyn został prezydentem Wolnego Państwa Orania.
- 1897 – William McKinley został 25. prezydentem USA.
- 1902 – Max Wolf odkrył planetoidę (483) Seppina.
- 1908:
  - 175 osób (172 uczniów, 2 nauczycieli i strażak) zginęło w pożarze szkoły w Colinwood (dziś dzielnica Cleveland) w amerykańskim stanie Ohio.
  - Założono Uniwersytet w Pretorii (RPA).
- 1909 – William Taft został 27. prezydentem USA.
- 1910 – W Górach Selkirk koło miasta Revelstoke w kanadyjskiej Kolumbii Brytyjskiej w wyniku zejścia lawiny zginęło 62 robotników odśnieżająch tory.
- 1913 – Woodrow Wilson został 28. prezydentem USA.
- 1918:
  - Ustanowiono najważniejsze i najstarsze fińskie odznaczenie Order Krzyża Wolności.
  - W rejonie Trójkąta Bermudzkiego zaginął bez śladu węglowiec USS „Cyclops” z 309 osobami na pokładzie.
  - Wybuchła pandemia grypy „hiszpanki”, która zabiła od 50 do 100 milionów osób.
- 1921:
  - Kongres USA przyjął rezolucję o ustanowieniu Grobu Nieznanego Żołnierza na Narodowym Cmentarzu w Arlington.
  - Utworzono Park Narodowy Hot Springs w Arkansas.
  - Warren Harding został 29. prezydentem USA.
- 1922 – Premiera niemego niemieckiego horroru Nosferatu – symfonia grozy w reżyserii Friedrica Wilhelma Murnaua.
- 1923 – Wojna domowa w Rosji: zwycięstwo Armii Czerwonej nad białogwardzistami w bitwie pod Amgą.
- 1924:
  - Premiera radzieckiego filmu niemego Ślusarz i kanclerz w reżyserii Władimira Gardina.
  - W Rumunii Corneliu Zelea Codreanu i Alexandru C. Cuza założyli Ligę Obrony Narodowo-Chrześcijańskiej (LANC).
- 1929:
  - Herbert Hoover został 31. prezydentem USA.
  - W Meksyku została założona Partia Rewolucyjno-Instytucjonalna.
- 1933 – Franklin Delano Roosevelt został 32. prezydentem USA.
- 1937 – Odbyła się 9. ceremonia wręczenia Oscarów.
- 1939 – Hiszpańska wojna domowa: broniące Madrytu oddziały republikańskie dokonały zamachu stanu skierowanego przeciwko komunistom i rządowi Juana Negrína.
- 1941 – Front zachodni: brytyjscy komandosi dokonali rajdu na norweski archipelag Lofotów.
- 1942 – Wojna na Pacyfiku: na południe od Jawy został zatopiony przez Japończyków australijski eskortowiec HMAS „Yarra”, w wyniku czego zginęło 138 ze 151 członków załogi.
- 1943:
  - Kampania śródziemnomorska: brytyjski samolot Lockheed Hudson zatopił bombami głębinowymi niemiecki okręt podwodny U-83 wraz z całą, 50-osobową załogą.
  - Odbyła się 15. ceremonia wręczenia Oscarów.
  - Wojna na Atlantyku: niemiecki okręt podwodny U-172 zatopił brytyjski statek „City of Pretoria” ze 145 osobami na pokładzie.
  - Wojna na Pacyfiku: zakończyła się bitwa na Morzu Bismarcka, w której australijskie i amerykańskie samoloty zniszczyły japoński konwój.
  - Z okupowanej Francji odszedł pierwszy transport Żydów do obozu zagłady w Sobiborze.
- 1945 – Założono klub piłkarski Crvena Zvezda Belgrad.
- 1947 – Podpisano francusko-brytyjski Traktat z Dunkierki.
- 1949 – Andriej Wyszynski zastąpił Wiaczesława Mołotowa na stanowisku ministra spraw zagranicznych ZSRR.
- 1951 – W Nowym Delhi rozpoczęły się I Igrzyska Azjatyckie.
- 1954:
  - Joseph Murray i John Merrill dokonali w Bostonie pierwszego udanego zabiegu przeszczepienia nerki.
  - Todor Żiwkow został I sekretarzem Bułgarskiej Partii Komunistycznej.
- 1960 – 70 osób zginęło, a ponad 200 zostało rannych w wyniku eksplozji w porcie w Hawanie francuskiego statku „La Coubre”, przewożącego amunicję dla Kuby. Fidel Castro o zorganizowanie zamachu oskarżył USA.
- 1962 – 111 osób zginęło w katastrofie samolotu Douglas DC-7 szkockich linii Caledonian Airways w Kamerunie.
- 1964 – Rada Bezpieczeństwa ONZ uchwaliła rezolucję o wysłaniu sił pokojowych na Cypr.
- 1966:
  - John Lennon powiedział w wywiadzie dla brytyjskiej gazety „Evening Standard”, że grupa The Beatles jest popularniejsza od Chrystusa.
  - Kanadyjski samolot Douglas DC-8 rozbił się podczas podchodzenia do lądowania w Tokio, w wyniku czego zginęły 64 osoby, 8 zostało rannych.
- 1967 – Husajn ibn Nasir został premierem Jordanii.
- 1970:
  - Na Morzu Śródziemnym zatonął francuski okręt podwodny „Eurydice”, w wyniku czego zginęło 57 członków załogi.
  - Założono luksemburskie linie lotnicze Cargolux.
- 1974:
  - Harold Wilson został po raz drugi premierem Wielkiej Brytanii.
  - Ukazało się pierwsze wydanie amerykańskiego tygodnika „People” (jako „People Weekly").
- 1977 – 1570 osób zginęło, a około 11 tysięcy zostało rannych w wyniku trzęsienia ziemi, które nawiedziło Bukareszt.
- 1978 – W brazylijskim mieście Belém otwarto Estádio Olímpico do Pará.
- 1979:
  - Odbyły się wybory do Rady Najwyższej ZSRR.
  - Papież Jan Paweł II ogłosił swoją pierwszą encyklikę Redemptor Hominis.
  - Został odkryty Metis, jeden z księżyców Jowisza.
- 1980 – Robert Mugabe został premierem Zimbabwe.
- 1988:
  - 23 osoby zginęły w katastrofie samolotu Fairchild Hiller FH-227 pod francuskim Fontainebleau.
  - Otwarto szklaną piramidę w Luwrze.
- 1992 – W Algierii zdelegalizowano Islamski Front Ocalenia.
- 1996 – Zamachowiec-samobójca z Hamasu wysadził się przed wejściem do Centrum Dizengoffa w Tel Awiwie, zabijając 13 i raniąc 125 osób.
- 1999 – Abd ar-Ra’uf ar-Rawabida został premierem Jordanii.
- 2001:
  - 59 osób zginęło w północnej Portugalii w wyniku zawalenia się mostu nad rzeką Duero.
  - Prawdziwa IRA dokonała zamachu bombowego na londyńską siedzibę BBC.
  - Szwajcarzy nie wyrazili zgody w referendum na wstąpienie kraju do UE.
  - Zwodowano lotniskowiec USS „Ronald Reagan”.
- 2002 – Ibrahim Rugova został pierwszym prezydentem Kosowa.
- 2003:
  - Ukazał się debiutancki album Fallen amerykańskiej grupy rockowej Evanescence.
  - W okolicach miasta Kumanowo wskutek wybuchu miny pod ich pojazdem zginęło dwóch żołnierzy z polskiego kontyngentu w Macedonii, a dwóch innych zostało rannych.
  - W zamachu bombowym w poczekalni lotniska międzynarodowego w Davao na Filipinach zginęło 21 osób, a ponad 100 zostało rannych.
- 2005:
  - Jurij Krawczenko, były minister spraw wewnętrznych Ukrainy i jeden z głównych podejrzanych w sprawie zabójstwa opozycyjnego dziennikarza Heorhija Gongadzego, zastrzelił się lub został zastrzelony we własnym domu.
  - Porwana miesiąc wcześniej w Iraku włoska dziennikarka Giuliana Sgrena została uwolniona przez agentów włoskich służb specjalnych. W czasie jazdy na lotnisko w Bagdadzie samochód Włochów został ostrzelany przez amerykańskich żołnierzy, w wyniku czego zginął dowódca operacji, a 4 osoby zostały ranne.
- 2007 – W Estonii odbyły się wybory parlamentarne, pierwsze w Europie Wschodniej z możliwością głosowania przez Internet.
- 2010:
  - Faure Gnassingbé zwyciężył w wyborach prezydenckich w Togo.
  - W wyniku wybuchu paniki w świątyni Janki Ram w Kunda w indyjskim stanie Uttar Pradesh zginęło 65 osób, a ponad 100 zostało rannych.
- 2012 – Władimir Putin wygrał w I turze wybory prezydenckie w Rosji.
- 2013 – Uhuru Kenyatta wygrał w I turze wybory prezydenckie w Kenii.
- 2015 – 34 górników zginęło, a 14 zostało rannych w wyniku eksplozji w kopalni węgla kamiennego im. O.F. Zasiadki w Doniecku na Ukrainie.
- 2018 – Odbyła się 90. ceremonia wręczenia Oscarów.
- 2020:
  - Denys Szmyhal został premierem Ukrainy.
  - Joseph Jouthe został premierem Haiti.
- 2022:
  - Inwazja Rosji na Ukrainę: w Zaporoskiej Elektrowni Jądrowej w Enerhodarze wybuchł pożar w wyniku ostrzału przez wojska rosyjskie, który nad ranem został ugaszony. Trzech ukraińskich żołnierzy zginęło, a dwóch zostało rannych. Następnie elektrownia została zajęta przez Rosjan.
  - W strzelaninie i samobójczym zamachu bombowym, przeprowadzonym przez Państwo Islamskie podczas piątkowych modlitw w szyickim meczecie w Peszawarze w Pakistanie, zginęły co najmniej 63 osoby, a 196 innych zostało rannych.
- 2024 – Shehbaz Sharif został po raz drugi premierem Pakistanu.

## Eksploracja kosmosu
- 1959 – Amerykańska sonda Pioneer 4 przeleciała w odległości 60 tys. km nad powierzchnią Księżyca.
- 1994 – Rozpoczęła się misja STS-62 wahadłowca Columbia.

## Urodzili się
- 1188 – Blanka Kastylijska, królowa Francji (zm. 1252)
- 1394 – Henryk Żeglarz, infant portugalski (zm. 1460)
- 1484 – Jerzy Hohenzollern-Ansbach, książę karniowski i raciborski, pan Bytomia, założyciel Tarnowskich Gór (zm. 1543)
- 1537 – Longqing, cesarz Chin (zm. 1572)
- 1574 – Carl Carlsson Gyllenhielm, szwedzki arystokrata, dowódca wojskowy (zm. 1650)
- 1623 – Jacob van der Does, holenderski malarz (zm. 1673)
- 1643 – Fran Krsto Frankopan, chorwacki arystokrata, polityk, poeta (zm. 1671)
- 1658 – François de Mailly, francuski duchowny katolicki, arcybiskup Reims, kardynał (zm. 1721)
- 1665 – Filip von Königsmarck, szwedzki hrabia, wojskowy (zm. 1694)
- 1676 – Teresa Kunegunda Sobieska, królewna polska, księżna bawarska (zm. 1730)
- 1678 – Antonio Vivaldi, włoski duchowny katolicki, kompozytor (zm. 1741)
- 1684 – Sante Veronese, włoski duchowny katolicki, biskup Padwy, kardynał (zm. 176)
- 1700 – Kazimierz Kierski, polski szlachcic, polityk (zm. 1788)
- 1702:
  - Ignacy Piotr VI Szahbaddin, syryjski duchowny katolicki, arcybiskup Jerozolimy, patriarcha Antiochii (ur. 1631)
  - Przecław Stefan Szembek, polski szlachcic, polityk (ur. ok. 1652)
- 1703 – Nicolas-René Berryer, francuski hrabia, polityk, urzędnik miejski (zm. 1762)
- 1706 – Laurids Lauridsen Thurah, duński architekt (zm. 1759)
- 1729 – Anne d’Arpajon, francuska arystokratka (zm. 1794)
- 1738 – Józef Herman Osiński, polski pijar, fizyk, chemik, przyrodnik, wykładowca akademicki (zm. 1802)
- 1740 – Giovanni Meli, włoski lekarz, poeta (zm. 1815)
- 1743 – Hieronim Janusz Sanguszko, polski szlachcic, generał, polityk (zm. 1812)
- 1744 – Christian Frederick Matthaei, niemiecki paleograf, filolog klasyczny, wykładowca akademicki (zm. 1811)
- 1753 – Joseph Barney, brytyjski malarz, rytownik (zm. po 1829)
- 1756:
  - Henry Raeburn, szkocki malarz (zm. 1823)
  - Joshua Seney, amerykański rolnik, prawnik, polityk (zm. 1798)
- 1765 – Claire Lacombe, francuska aktorka, rewolucjonistka (zm. ?)
- 1778 – Robert Emmet, irlandzki bohater narodowy (zm. 1803)
- 1779 – Kazimierz Dziekoński, polski generał brygady, uczestnik powstania listopadowego (zm. 1849)
- 1782:
  - Kazimierz Jelski, polski architekt, rzeźbiarz (zm. 1867)
  - Kazimierz Słupecki, polski generał brygady, uczestnik powstania listopadowego (zm. 1832)
- 1786:
  - Agustina de Aragón, hiszpańska bohaterka narodowa (zm. 1857)
  - Alfred Potocki, polski hrabia, polityk (zm. 1862)
- 1793 – Karl Lachmann, niemiecki filolog, krytyk literacki (zm. 1851)
- 1802 – Samuel Harrison, brytyjski prawnik, polityk (zm. 1867)
- 1804 – Teodor Mycielski, polski hrabia, podporucznik (zm. 1874)
- 1806 – Eulogiusz Wyssogota-Zakrzewski, polski działacz niepodległościowy, powstaniec (zm. 1884)
- 1807 – Kazimierz Ksawery Starzeński, polski ziemianin, austriacki wojskowy i polityk (zm. 1877)
- 1812 – Kazimierz Komornicki, polski szlachcic, krytyk sztuki (zm. 1856)
- 1815 – Mychajło Werbycki, ukraiński duchowny greckokatolicki, działacz społeczny, kompozytor (zm. 1870)
- 1817 – Edwards Pierrepont, amerykański polityk (zm. 1892)
- 1819 – Narcyza Żmichowska, polska pisarka, poetka, pedagog (zm. 1876)
- 1820 – Karol Egon III Fürstenberg, niemiecki książę, urzędnik (zm. 1892)
- 1822 – Jules Antoine Lissajous, francuski matematyk, fizyk, wykładowca akademicki (zm. 1880)
- 1824:
  - Edward Dzwonkowski, polski ziemianin, polityk (zm. 1887)
  - Karol Zechenter, słowacki lekarz, pisarz, popularyzator nauki (zm. 1908)
- 1826:
  - August Johann Gottfried Bielenstein, łotewski pastor, teolog, językoznawca, folklorysta, etnolog, archeolog (zm. 1907)
  - John Buford, amerykański generał kawalerii (zm. 1863)
- 1827 – Karl Johan Andersson, szwedzki podróżnik, badacz Afryki (zm. 1867)
- 1829:
  - Maksymilian Bodyński, polski urzędnik skarbowy, polityk (zm. 1892)
  - Hermann Ende, niemiecki architekt, wykładowca akademicki (zm. 1907)
  - John Livingstone Nevius, amerykański misjonarz protestancki pochodzenia holenderskiego (zm. 1893)
- 1831 – Carl Eduard Cramer, szwajcarski botanik, mykolog, wykładowca akademicki (zm. 1901)
- 1832:
  - Samuel Colman, amerykański malarz, pisarz, projektant wnętrz (zm. 1920)
  - Kazimierz Elżanowski, polski generał w służbie rosyjskiej (zm. 1904)
- 1833:
  - Antoine Alphonse Chassepot, francuski konstruktor broni strzeleckiej (zm. 1905)
  - Aleksander Gryglewski, polski malarz (zm. 1879)
- 1840 – Udo zu Stolberg-Wernigerode, niemiecki prawnik, oficer, polityk (zm. 1910)
- 1843:
  - Wincenty Kruszewski, polski karmelita (zm. 1922)
  - Fridolin Leiber, niemiecki malarz (zm. 1912)
- 1844:
  - Antoni Kazimierz Blikle, polski cukiernik pochodzenia szwajcarskiego (zm. 1912)
  - Josip Jurčič, słoweński pisarz, dziennikarz (zm. 1881)
  - Ignacy Kinel, polski porucznik, inżynier, uczestnik powstania styczniowego (zm. 1924)
- 1847:
  - Carl Josef Bayer, austriacki chemik, wynalazca (zm. 1904)
  - Domenico Ferrata, włoski kardynał, wysoki urzędnik Kurii Rzymskiej (zm. 1914)
  - Kazimierz Lewicki, polski pszczelarz, publicysta, pedagog (zm. 1902)
- 1850:
  - Florian Biesik, austro-węgierski urzędnik kolejowy, poeta, autor dzieł literackich w języku wilamowskim (zm. 1926)
  - Luigi Giuseppe Lasagna, włoski duchowny katolicki, biskup Pesaro (zm. 1895)
- 1851 – Aleksandros Papadiamandis, grecki pisarz, tłumacz (zm. 1911)
- 1853 – Hector MacDonald, brytyjski generał major (zm. 1903)
- 1854 – William Napier Shaw, brytyjski meteorolog, wykładowca akademicki (zm. 1945)
- 1855 – Luther Emmett Holt, amerykański pediatra (zm. 1924)
- 1857 – Constantin Coandă, rumuński generał, matematyk, wykładowca akademicki, polityk, premier Rumunii (zm. 1932)
- 1859:
  - Kazimierz Hemerling, polski dziennikarz sportowy, wydawca (zm. 1939)
  - Stanisław Niedzielski, polski balneolog (zm. 1905)
- 1860 – Zygmunt Langman, polski rzeźbiarz (zm. 1924)
- 1861 – Curt von Bardeleben, niemiecki arystokrata, szachista (zm. 1924)
- 1863:
  - Alfredo Kanthack, brytyjski patolog, wykładowca akademicki (zm. 1898)
  - Reginald Innes Pocock, brytyjski zoolog (zm. 1947)
- 1864:
  - Alejandro Lerroux, hiszpański polityk, premier Hiszpanii (zm. 1949)
  - Daniel Mannix, irlandzki duchowny katolicki, arcybiskup metropolita Melbourne (zm. 1963)
- 1865:
  - Kazimierz Sobolewski, polski duchowny katolicki, polityk, Sejm Ustawodawczy (zm. 1935)
  - Eduard Vilde, estoński pisarz (zm. 1933)
- 1866:
  - Adam Tarnowski, polski hrabia, dyplomata austro-węgierski (zm. 1946)
  - Jan Zagleniczny, polski przemysłowiec, polityk, senator RP (zm. 1931)
- 1869:
  - Marcin Ernst, polski astronom, wykładowca akademicki (zm. 1930)
  - Kazimierz Żegleń, polski zakonnik, wynalazca (zm. ok. 1910)
- 1870:
  - Verner Järvinen, fiński lekkoatleta, dyskobol (zm. 1941)
  - Jewgienij Paton, rosyjski inżynier, budowniczy mostów, wykładowca akademicki pochodzenia ukraińskiego (zm. 1953)
- 1871:
  - Boris Galerkin, rosyjski matematyk, wykładowca akademicki (zm. 1945)
  - Franciszek Horodyski, polski ziemianin, malarz (zm. 1935)
- 1878 – Takeo Arishima, japoński pisarz (zm. 1923)
- 1879 – Bernhard Kellermann, niemiecki pisarz (zm. 1951)
- 1883 – Julius Fromm, niemiecki chemik, wynalazca pochodzenia polsko-żydowskiego (zm. 1945)
- 1886 – Kazimierz Świtalski, polski polityk, premier i marszałek Sejmu RP (zm. 1962)
- 1887 – Gustaw, książę duński (zm. 1944)
- 1890:
  - Kazimierz Duch, polski działacz niepodległościowy, polityk, posel na Sejm i senator RP (zm. 1954)
  - Józef Hermanowicz, białoruski duchowny katolicki, marianin, pisarz, działacz społeczny (zm. 1978)
  - Kazimierz Okulicz, polski dziennikarz, polityk, poseł na Sejm RP (zm. 1981)
- 1891:
  - Bolesław Jakubiak, polski  (zm. 1940)
  - Dazzy Vance, amerykański baseballista (zm. 1961)
  - Kazimierz Żebrowski, polski hokeista (zm. ?)
- 1892 – Gunnar Asther, szwedzki żeglarz sportowy (zm. 1974)
- 1893:
  - Cletus Andersson, szwedzki piłkarz wodny (zm. 1971)
  - Karol Polakiewicz, polski prawnik, polityk, wicemarszałek Sejmu (zm. 1962)
  - Helena Usijewicz, radziecka krytyczka literacka, publicystka pochodzenia żydowskiego (zm. 1968)
- 1894:
  - Viola Barry, amerykańska aktorka (zm. 1964)
  - Zygmunt Vetulani, polski ekonomista, dyplomata, urzędnik konsularny (zm. 1942)
- 1896:
  - Leon Ormezowski, polski malarz, nauczyciel akademicki (zm. 1949)
  - Stefan Pronaszko, polski major, piłkarz, działacz piłkarski (zm. 1943)
  - Zygmunt Semerga, polski pułkownik (zm. 1979)
- 1897:
  - Wendelin Dziubek, polski działacz niepodległościowy, twórca i dowódca Legii Spisko-Orawskiej oraz Tajnej Organizacji Wojskowej (zm. 1939)
  - Wasil Szaranhowicz, białoruski i radziecki polityk (zm. 1938)
- 1898:
  - Georges Dumézil, francuski filolog, indoeuropeista, komparysta, mitograf (zm. 1989)
  - Hans Krebs, niemiecki generał (zm. 1945)
- 1899:
  - Józef Bilewski, polski lekkoatleta, kulomiot i dyskobol, kapitan (zm. 1940)
  - Emilio Prados, hiszpański poeta (zm. 1962)
- 1900:
  - Désiré Bastin, belgijski piłkarz (zm. 1971)
  - Jan Zachwatowicz, polski architekt, historyk architektury, wykładowca akademicki (zm. 1983)
- 1901:
  - Kazimierz Dejunowicz, polski aktor, pedagog (zm. 1980)
  - Kazimierz Jarociński, polski działacz społeczny (zm. 1945)
  - Jean-Joseph Rabearivelo, malgaski poeta (zm. 1937)
- 1902 – Jerzy Wolff, polski duchowny katolicki, malarz, grafik, krytyk sztuki (zm. 1985)
- 1903:
  - William C. Boyd, amerykański naukowiec (zm. 1983)
  - Filippo Caracciolo di Castagneto, włoski polityk, działacz sportowy (zm. 1965)
  - Karl Hamann, niemiecki piłkarz (zm. 1973)
  - Dorothy Mackaill amerykańska autorka (zm. 1990)
  - Adam Polewka, polski pisarz, felietonista, polityk, poseł na Sejm PRL (zm. 1956)
  - Wacław Taranczewski, polski malarz (zm. 1987)
  - Władysław Zakrzewski, polski malarz, grafik (zm. 1944)
- 1904:
  - Kazimierz Banach, polski działacz ruchu ludowego, pedagog, publicysta (zm. 1985)
  - Luis Carrero Blanco, hiszpański admirał, polityk, premier Hiszpanii (zm. 1973)
  - George Gamow, amerykański fizyk jądrowy, kosmolog pochodzenia rosyjskiego (zm. 1968)
  - Joseph Schmidt, niemiecki śpiewak operowy pochodzenia żydowskiego (tenor) (zm. 1942)
- 1905:
  - Leslie Hammond, indyjski hokeista na trawie (zm. 1955)
  - Jorge Pardón, peruwiański piłkarz, bramkarz (zm. 1977)
  - Helena Straszyńska, polska pedagog, działaczka harcerska (zm. 2003)
- 1906:
  - Meindert DeJong, amerykański pisarz pochodzenia holenderskiego (zm. 1991)
  - Karol Estreicher (młodszy), polski historyk sztuki (zm. 1984)
  - Georges Ronsse, belgijski kolarz szosowy i przełajowy (zm. 1969)
- 1907:
  - Edgar Barrier, amerykański aktor (zm. 1964)
  - Maria Branyas Morera, hiszpańska superstulatka, najstarsza osoba na świecie (zm. 2024)
  - Witold Przykucki, polski piłkarz (zm. 1940)
  - Gherasim Rudi, mołdawski i radziecki polityk (zm. 1982)
- 1908:
  - Kazimierz Gumiński, polski fizykochemik (zm. 1983)
  - Kazimierz Kopczyński, polski malarz (zm. 1992)
- 1909:
  - Danuta Gierulanka, polska filozof, matematyk, tłumacz (zm. 1995)
  - Bertil von Wachenfeldt, szwedzki lekkoatleta, sprinter (zm. 1995)
- 1910:
  - Witold Juliusz Kapuściński, polski prozaik, poeta (zm. 1988)
  - Miriam Kressin, polsko-amerykańska aktorka pochodzenia żydowskiego (zm. 1996)
  - Tancredo Neves, brazylijski prawnik, polityk, prezydent elekt (zm. 1985)
  - Muhammad ibn Abd al-Aziz Al Su’ud, saudyjski książę (zm. 1988)
- 1911:
  - Giulio Cappelli, włoski piłkarz, trener (zm. 1995)
  - Anton Seelos, austriacki narciarz alpejski (zm. 2006)
- 1912:
  - Reto Capadrutt, szwajcarski bobsleista (zm. 1939)
  - Richard Degener, amerykański skoczek do wody (zm. 1995)
  - Willi Steuri, szwajcarski narciarz alpejski (zm. 1978)
- 1914 – Gino Colaussi, włoski piłkarz (zm. 1991)
- 1915:
  - Pavel Bunčák, słowacki pisarz, tłumacz, historyk literatury (zm. 2000)
  - László Csatáry, węgierski zbrodniarz wojenny (zm. 2013)
  - Jan Hrubý, czeski sierżant, cichociemny (zm. 1942)
  - Hysni Kapo, albański polityk komunistyczny (ur. 1979)
  - Edward Olearczyk, polski kompozytor pochodzenia żydowskiego (zm. 1994)
- 1916:
  - Giorgio Bassani, włoski pisarz (zm. 2000)
  - Hans Eysenck, brytyjski psycholog pochodzenia niemieckiego, parapsycholog (zm. 1997)
  - Nexhmedin Zajmi, albański malarz, rzeźbiarz (zm. 1991)
- 1917 – Kika Szaszkiewiczowa, polska artystka kabaretowa (zm. 2014)
- 1918 – Margaret Osborne DuPont, amerykańska tenisistka (zm. 2012)
- 1919:
  - Buck Baker, amerykański kierowca wyścigowy (zm. 2002)
  - Juan Carlos Muñoz, argentyński piłkarz (zm. 2009)
  - Eryk Sopoćko, polski podporucznik marynarki (zm. 1943)
- 1920:
  - Henryk Bobula, polski piłkarz (zm. 1998)
  - Alex Inkeles, amerykański psycholog społeczny (zm. 2010)
  - Pawieł Płotnikow, radziecki generał major lotnictwa (zm. 2000)
  - Henryk Syska, polski pisarz, publicysta, redaktor, folklorysta (zm. 2000)
- 1921:
  - Walter Campbell, australijski polityk (zm. 2004)
  - Charles Dempsey, nowozelandzki działacz piłkarski pochodzenia szkockiego (zm. 2008)
  - Joan Greenwood, brytyjska aktorka (zm. 1987)
  - Dinny Pails, australijski tenisista (zm. 1986)
  - Kaljo Raid, estoński kompozytor, wiolonczelista (zm. 2005)
  - Tadeusz Schiffers, polski podporucznik, podharcmistrz, żołnierz AK, uczestnik powstania warszawskiego (zm. 1944)
  - Jan Šmíd, czeski pisarz, dziennikarz, grafik (zm. 2002)
- 1922:
  - Rolf Arland, niemiecki kompozytor (zm. 2015)
  - Richard von Frankenberg, niemiecki kierowca wyścigowy (zm. 1973)
  - Xenia Stad-de Jong, holenderska lekkoatletka, sprinterka (zm. 2012)
  - Teixeirinha, brazylijski piłkarz (zm. 1999)
  - Monika Warneńska, polska pisarka, reportażystka (zm. 2010)
- 1923:
  - Kazys Bobelis, litewski chirurg, polityk (zm. 2013)
  - Piero D’Inzeo, włoski jeździec sportowy (zm. 2014)
  - Heinrich Kunstmann, niemiecki slawista, tłumacz, wykładowca akademicki (zm. 2009)
  - Jan Mietkowski, polski dziennikarz, polityk, minister kultury i sztuki (zm. 1978)
  - Patrick Moore, brytyjski astronom amator (zm. 2012)
  - Kurt Schubert, austriacki hebraista, wykładowca akademicki (zm. 2007)
- 1925:
  - Edmond Abelé, francuski duchowny katolicki, biskup Monako i Digne (zm. 2017)
  - Kazimierz Dębicki, polski aktor (zm. 2007)
  - Danuta Korolewicz, polska aktorka (zm. 1963)
  - Józef Kowalski, polski generał brygady pilot, polityk, poseł na Sejm PRL (zm. 1993)
  - Paul Mauriat, francuski kompozytor, dyrygent (zm. 2006)
  - Stanisław Michalkiewicz, polski historyk, wykładowca akademicki (zm. 1985)
  - Randi Thorvaldsen, norweska łyżwiarka szybka (zm. 2011)
- 1926:
  - Kazimierz Bogacz, polski inżynier, geolog, wykładowca akademicki (zm. 1979)
  - Kazimiera Kijowska, polska dziennikarka (zm. 2011)
  - Pascual Pérez, argentyński bokser (zm. 1977)
- 1927:
  - Jacques Dupin, francuski poeta (zm. 2012)
  - Fiodor Nowikow, rosyjski piłkarz, trener (zm. 2008)
  - Roman Pampuch, polski chemik, profesor nauk technicznych (zm. 2017)
  - Dick Savitt, amerykański tenisista (zm. 2023)
  - Jan van Schijndel, holenderski piłkarz (zm. 2011)
- 1928:
  - Jan Stanisław Bogusz, polski pedagog (zm. 2009)
  - Bolesław Kowalski, polski prawnik, żeglarz, kapitan żeglugi wielkiej (zm. 2015)
  - Józef Myszka, polski pieśniarz, tancerz (zm. 1964)
  - Alan Sillitoe, brytyjski prozaik, poeta (zm. 2010)
- 1929 – Bernard Haitink, holenderski dyrygent (zm. 2021)
- 1930:
  - Blanka Bohdanová, czeska aktorka, malarka (zm. 2021)
  - Robert Cohen, holenderski prawnik, polityk, eurodeputowany (zm. 1999)
  - Brunon Kleszczyński, polski inżynier poligraf, doktor nauk technicznych (zm. 2011)
  - Yaşar Yılmaz, turecki zapaśnik
- 1931:
  - Kazimierz Bossy, polski kontradmirał (zm. 2002)
  - William Keeler, amerykański duchowny katolicki, arcybiskup Baltimore, kardynał (zm. 2017)
  - Albin Plank, austriacki skoczek narciarski (zm. 2019)
  - Kazimierz Radowicz, polski pisarz, scenarzysta, autor słuchowisk radiowych (zm. 2018)
  - Alice Rivlin, amerykańska ekonomistka (zm. 2019)
  - Wacław Sąsiadek, polski piłkarz (zm. 2017)
- 1932:
  - Ryszard Kapuściński, polski reportażysta, dziennikarz, publicysta, poeta, fotograf (zm. 2007)
  - Miriam Makeba, południowoafrykańska piosenkarka (zm. 2008)
  - Ismail Zhabiaku, albański aktor, reżyser i scenarzysta filmowy (zm. 1995)
- 1933:
  - Elsy Jacobs, luksemburska kolarka szosowa i torowa (zm. 1998)
  - James Jerome, kanadyjski prawnik, polityk (zm. 2005)
  - Nino Vaccarella, włoski kierowca wyścigowy (zm. 2021)
- 1934:
  - Gleb Jakunin, rosyjski duchowny prawosławny, dysydent, obrońca praw człowieka (zm. 2014)
  - Barbara McNair, amerykańska piosenkarka, aktorka (zm. 2007)
  - Stanisław Pajka, polski pedagog, działacz społeczny (zm. 2017)
- 1935:
  - Carlo Casini, włoski prawnik, polityk (zm. 2020)
  - Edward Dębicki, polski poeta, akordeonista, kompozytor, popularyzator kultury cygańskiej
  - Stanisław Moskal, polski socjolog wsi, profesor nauk rolniczych, pisarz (zm. 2019)
  - Bent Larsen, duński szachista (zm. 2010)
  - Kazimierz Paździor, polski bokser (zm. 2010)
- 1936:
  - Jim Clark, brytyjski kierowca wyścigowy (zm. 1968)
  - Kim Yŏng Ch’un, północnokoreański dowódca wojskowy, polityk (zm. 2018)
  - Stefan Pindelski, polski operator filmowy
  - Aribert Reimann, niemiecki pianista, kompozytor (zm. 2024)
- 1937:
  - José Araquistáin, hiszpański piłkarz, bramkarz
  - Alfredo M. Bonanno, włoski anarchista, myśliciel polityczny, pisarz (zm. 2023)
  - Jerzy Linde, polski kolarz torowy, trener (zm. 2002)
- 1938:
  - Alpha Condé, gwinejski polityk, prezydent Gwinei
  - Rossana Di Lorenzo, włoska aktorka (zm. 2022)
  - Werner Jacob, niemiecki organista, kompozytor, wykładowca akademicki (zm. 2006)
  - Jerzy Kiszkis, polski aktor
  - Angus Maclise, amerykański perkusista, kompozytor, mistyk, szaman, okultysta, poeta, kaligraf (zm. 1979)
  - Kazimierz Naskręcki, polski wioślarz
  - Paula Prentiss, amerykańska aktorka
  - Adam Daniel Rotfeld, polski dyplomata, polityk, minister spraw zagranicznych
  - Tiit-Rein Viitso, estoński językoznawca (zm. 2022)
  - Danuta Wawrzynkiewicz, polska administratywistka, urzędniczka państwowa (zm. 2024)
- 1939 – Łarisa Łużyna, rosyjska aktorka
- 1940:
  - Wolfgang Hoffmann-Riem, niemiecki prawnik
  - Wołodymyr Morozow, radziecki kajakarz (zm. 2023)
  - Aleksandyr Nikołow, bułgarski bokser
  - Paweł Rogiński, polski inżynier, polityk, poseł na Sejm PRL (zm. 2024)
- 1941:
  - John Aprea, amerykański aktor (zm. 2024)
  - Kazimierz Grześkowiak, polski satyryk, piosenkarz, kompozytor, współtwórca kabaretu Silna Grupa pod Wezwaniem (zm. 1999)
  - Adrian Lyne, brytyjski reżyser i producent filmowy
  - Wiaczesław Nazaruk, rosyjski ilustrator, twórca i scenograf filmów animowanych (zm. 2023)
  - Hubert Wagner, polski siatkarz, trener (zm. 2002)
- 1942:
  - Juan Carlos Oleniak, argentyński piłkarz pochodzenia czeskiego
  - Jarosław Pietrzyk, polski działacz komunistyczny, prezydent Łodzi (zm. 1997)
  - Kazimierz Ratoń, polski poeta (zm. 1983)
  - Henryk Waniek, polski malarz, grafik, pisarz, publicysta, krytyk artystyczny i literacki
- 1943:
  - Malcolm Barber, brytyjski historyk
  - Lucio Dalla, włoski piosenkarz, kompozytor (zm. 2012)
  - Kazimierz Dymel, polski pisarz, dziennikarz (zm. 2005)
  - Zoltán Jeney, węgierski kompozytor (zm. 2019)
  - Gabriele Mana, włoski duchowny katolicki, biskup Bielli
- 1944:
  - Marek Baterowicz, polski prozaik, poeta, publicysta, tłumacz
  - Gallego, hiszpański piłkarz
  - Janusz Kantorski, polski trener koszykarski (zm. 2018)
  - Harvey Postlethwaite, brytyjski inżynier Formuły 1 (zm. 1999)
  - Bobby Womack, amerykański piosenkarz (zm. 2014)
- 1945:
  - Göran Claeson, szwedzki łyżwiarz szybki
  - Dieter Meier, szwajcarski muzyk, członek duetu Yello
  - Michael Sheridan, amerykański duchowny katolicki, biskup Colorado Springs (zm. 2022)
  - Tommy Svensson, szwedzki piłkarz, trener
  - Manuel Ureña Pastor, hiszpański duchowny katolicki, arcybiskup Saragossy
- 1946:
  - Diane Broeckhoven, flamandzka pisarka, dziennikarka
  - Richard Grecco, kanadyjski duchowny katolicki, biskup Charlottetown
  - Dadá Maravilha, brazylijski piłkarz
  - Ryszarda Rurka, polska wszechstronna lekkoatletka (zm. 2019)
  - Jean-Claude Schmitt, francuski historyk, wykładowca akademicki
- 1947:
  - Bogdan Błaszczyk, polski polityk, poseł na Sejm RP
  - David Franzoni, amerykański reżyser, scenarzysta i producent filmowy
  - Jan Garbarek, norweski saksofonista jazzowy pochodzenia polskiego
  - Gunnar Hansen, amerykański aktor, pisarz pochodzenia islandzkiego (zm. 2015)
  - Ladislav Kuna, słowacki piłkarz, trener (zm. 2012)
  - Barbara Nowak-Rogowska, polska koszykarka
  - Anna Semkowicz-Holt, polska dziennikarka (zm. 2010)
  - Kazimierz Wardak, polski lekkoatleta, średniodystansowiec (zm. 2020)
- 1948:
  - James Ellroy, amerykański pisarz
  - Kazimierz Lenczowski, polski koszykarz, działacz klubowy
  - Kazimierz Pazgan, polski przedsiębiorca (zm. 2019)
  - Chris Squire, amerykański basista, członek zespołu Yes (zm. 2015)
  - Shakin’ Stevens, walijski piosenkarz
- 1949:
  - Siergiej Bagapsz, abchaski polityk, premier i prezydent Abchazji (zm. 2011)
  - Wołodymyr Iwasiuk, ukraiński poeta, kompozytor, muzyk (zm. 1979)
  - Barbara Piecha, polska saneczkarka
  - Genowefa Wiśniowska, polska działaczka związkowa, polityk, wicemarszałek Sejmu RP
- 1950:
  - Johan Granath, szwedzki łyżwiarz szybki
  - Rick Perry, amerykański polityk
  - Ken Robinson, amerykański pisarz, mówca, doradca (zm. 2020)
  - Martin Venix, holenderski kolarz torowy i szosowy
- 1951:
  - Kenny Dalglish, szkocki piłkarz, trener
  - Chris Rea, brytyjski piosenkarz, gitarzysta, kompozytor
  - Kazimierz Świrydowicz, polski filozof, logik, wykładowca akademicki
  - Kazimieras Uoka, litewski polityk (zm. 2016)
- 1952:
  - Jaan Eslon, szwedzki szachista (zm. 2000)
  - Ronn Moss, amerykański aktor, piosenkarz
  - Nikos Wutsis, grecki inżynier, polityk
- 1952:
  - Terje Andersen, norweski łyżwiarz szybki
  - Ronn Moss, amerykański aktor, piosenkarz
  - Umberto Tozzi, włoski piosenkarz, muzyk, kompozytor
- 1953:
  - Scott Hicks, australijski reżyser filmowy
  - Paweł Janas, polski piłkarz, trener
  - Chris Smith, amerykański polityk, kongresmen
  - Agustí Villaronga, hiszpański reżyser i scenarzysta filmowy i telewizyjny (zm. 2023)
  - Daniel Woodrell, amerykański pisarz
- 1954:
  - Kazimierz Adamczak, polski żużlowiec (zm. 1994)
  - Timur Apakidze, radziecki i rosyjski generał major lotnictwa pochodzenia gruzińskiego (zm. 2001)
  - Bruno Corradi, włoski kierowca wyścigowy
  - Wanda Dybalska, polska dziennikarka, reporterka, pisarka (zm. 2007)
  - François Fillon, francuski prawnik, polityk, premier Francji
  - Leszek Kolankiewicz, polski kulturoznawca, wykładowca akademicki
  - Catherine O’Hara, kanadyjska aktorka komediowa
  - Irena Ratuszyńska, rosyjska pisarka, poetka, dysydentka pochodzenia polskiego (zm. 2017)
  - Wanda Stankiewicz-Szymczak, polska otolaryngolog, wykładowczyni akademicka
  - Willie Thorne, angielski snookerzysta (zm. 2020)
  - Anne Van Lancker, flamandzka i belgijska polityk, eurodeputowana
  - Leszek Żądło, polski psychotronik, radiesteta, jasnowidz (zm. 2021)
- 1955:
  - Rebecca Brandewyne, amerykańska pisarka
  - Joey Jones, walijski piłkarz (zm. 2025)
  - Marcelo de Oliveira Santos, brazylijski piłkarz, trener
  - Dominique Pinon, francuski aktor
  - James Weaver, brytyjski kierowca wyścigowy
- 1956:
  - Kermit Driscoll, amerykański muzyk jazzowy
  - Dragutin Lesar, chorwacki związkowiec, polityk
  - Krzysztof Silicki, polski inżynier, urzędnik państwowy
  - Bogdan Żurek, polski związkowiec, polityk, poseł na Sejm RP (zm. 1999)
- 1957:
  - Mike Faria, amerykański żużlowiec
  - Ron Fassler, amerykański aktor
  - Andrzej Goszczyński, polski dziennikarz (zm. 2006)
  - Esteban María Laxague, argentyński duchowny katolicki, biskup Viedmy
  - Philippe Mahut, francuski piłkarz (zm. 2014)
- 1958:
  - Leszek Faliński, polski perkusista, klawiszowiec, członek zespołu Dżem (zm. 2021)
  - Patricia Heaton, amerykańska aktorka, producentka filmowa
  - Lech Ostasz, polski psycholog, filozof, pisarz
  - Serhij Szewczenko, ukraiński piłkarz, trener (zm. 2024)
- 1959:
  - Płamen Getow, bułgarski piłkarz
  - Maciej Jarosz, polski siatkarz, trener
  - Vital Kamerhe, kongijski polityk
  - Irina Strachowa, rosyjska lekkoatletka, chodziarka
  - Dan Ťok, czeski inżynier, menedżer, polityk
- 1960:
  - Wojciech Konarski, polski samorządowiec, starosta powiatu gryfińskiego
  - Kazimierz Matuszny, polski inżynier, polityk, poseł na Sejm RP
  - John Mugabi, ugandyjski bokser
  - Falla N’Doye, senegalski sędzia piłkarski
- 1961:
  - Jerzy Bany, polski szachista
  - Dorymedont (Cecan), mołdawski biskup prawosławny (zm. 2006)
  - Sabine Everts, niemiecka lekkoatletka, wieloboistka
  - Salvador García, hiszpański piłkarz
  - Tinker Juarez, amerykański kolarz górski
  - René Klaassen, holenderski hokeista na trawie
  - Ray Mancini, amerykański bokser, aktor pochodzenia włoskiego
  - Wojciech Ossowski, polski dziennikarz muzyczny, prezenter radiowy, konferansjer
  - Marcello Vernola, włoski prawnik, wykładowca akademicki, eurodeputowany
  - Steven Weber, amerykański aktor, reżyser, scenarzysta, i producent filmowy i telewizyjny
- 1962:
  - Simon Bisley, brytyjski grafik, malarz, twórca komiksów
  - Kazimierz Gładysiewicz, polski piłkarz (zm. 2019)
  - Ulrich Papke, niemiecki kajakarz, kanadyjkarz
  - Kazimierz Poznański, polski polityk, poseł Sejm RP
- 1963:
  - Barbara Bubula, polska działaczka samorządowa, polityk, poseł na Sejm RP
  - Jacek Kruczkowski, polski operator filmowy
  - Paul Krumpe, amerykański aktor
  - Jason Newsted, amerykański gitarzysta basowy, członek zespołu Metallica
  - Daniel Roebuck, amerykański aktor, reżyser i scenarzysta filmowy
  - Marek Stolarski, polski przedsiębiorca, polityk, poseł na Sejm RP
- 1964:
  - Jacek Dewódzki, polski wokalista, gitarzysta, kompozytor, autor tekstów
  - Stanisław Gruszka, polski skoczek spadochronowy
  - Flavio Vanzella, włoski kolarz szosowy
- 1965:
  - Paul W.S. Anderson, brytyjski aktor, reżyser, scenarzysta i producent filmowy
  - Glenn Doyle, australijski żużlowiec
  - Khaled Hosseini, amerykański pisarz, lekarz pochodzenia afgańskiego
  - Jurij Łonczakow, rosyjski pułkownik lotnictwa, kosmonauta
  - Marek Nekula, czeski językoznawca, bohemista, slawista, wykładowca akademicki
  - Aleksandr Szaganow, rosyjski piosenkarz, autor tekstów, poeta
  - WestBam, niemiecki didżej, producent muzyczny
- 1966:
  - Emese Hunyady, węgiersko-austriacka łyżwiarka szybka
  - Kevin Johnson, amerykański koszykarz
  - Helmut Mayer, austriacki narciarz alpejski
  - Grand Puba, amerykański raper
- 1967:
  - Michael Andersson, szwedzki kolarz szosowy
  - Wojciech Dmochowski, polski aktor, wokalista
  - Jonas Edman, szwedzki strzelec sportowy
  - Kazimierz Sidorczuk, polski piłkarz, bramkarz
- 1968:
  - Patsy Kensit, brytyjska aktorka, piosenkarka
  - Kirkor Kirkorow, bułgarski bokser
  - James Lankford, amerykański polityk, senator
  - Kiriakos Mitsotakis, grecki polityk, premier Grecji
- 1969:
  - Chaz Bono, amerykański aktor, pisarz
  - Pierluigi Casiraghi, włoski piłkarz, trener
  - Matthias Kahle, niemiecki kierowca rajdowy
  - Stina Nordenstam, szwedzka piosenkarka, kompozytorka, autorka tekstów
  - Francis Repellin, francuski kombinator norweski
  - Wadym Szyszkin, ukraiński szachista
- 1970:
  - Shokat Ali, pakistański snookerzysta
  - Àlex Crivillé, hiszpański motocyklista wyścigowy
  - Edward Gal, holenderski dresażysta
  - Marzena Głaszcz, polska koszykarka
  - Izabela Kopeć, polska wokalistka, kompozytorka, producentka muzyczna
  - Adrianna Siennicka, polska italianistka, dyplomatka
  - Caroline Vis, holenderska tenisistka
  - Jakob von Weizsäcker, niemiecki ekonomista, polityk
- 1971:
  - Silvana Mirvić, bośniacka koszykarka, trenerka
  - Marc Baumgartner, szwajcarski piłkarz ręczny
  - Michał Chaciński, polski dziennikarz, krytyk i producent filmowy
  - Ilja Konowałow, rosyjski lekkoatleta, młociarz
  - Fergal Lawler, irlandzki perkusista, członek zespołu The Cranberries
  - Luis Alberto Lazarte, argentyński bokser
  - Satoshi Motoyama, japoński kierowca wyścigowy
  - Shavar Ross, amerykański aktor, reżyser, scenarzysta, producent, operator i montażysta filmowy
  - Nick Stabile, amerykański aktor
  - Jovan Stanković, serbski piłkarz
- 1972:
  - Dorota Gawryluk, polska dziennikarka i prezenterka telewizyjna
  - Katarzyna Juszczak, polska judoczka
  - Tomáš Kočko, czeski wokalista, autor tekstów, lider zespołu Tomáš Kočko & Orchestr
  - Pae Gil-su, północnokoreański gimnastyk
  - Ivy Queen, portorykańska piosenkarka, kompozytorka
  - Ted Skjellum, norweski muzyk, wokalista, członek zespołów: Darkthrone, Satyricon, Sarke i Gift of Gods
  - Jos Verstappen, holenderski kierowca wyścigowy
- 1973:
  - Katja Repo, fińska kolarka górska
  - Marcela Riquelme, chilijska prawniczka i polityczka
  - Len Wiseman, amerykański reżyser i scenarzysta filmowy
- 1974:
  - Magdalena Chemicz, polska piłkarka ręczna, bramkarka
  - Martin Fedor, słowacki polityk
  - Gabriel, o Pensador, brazylijski raper
  - Simen Hestnæs, norweski basista, kompozytor, wokalista, autor tekstów, członek zespołów: Lamented Souls, Arcturus, Borknagar i Dimmu Borgir
  - Mladen Krstajić, serbski piłkarz, trener
  - Karol Kučera, słowacki tenisista
  - Bartłomiej Kurowski, polski szpadzista
  - Miilkbone, amerykański raper
  - Ariel Ortega, argentyński piłkarz
  - Miguel Portela de Morais, portugalski rugbysta, prawnik
  - Quinzinho, angolski piłkarz (zm. 2019)
  - Przemysław Skowron, polski dziennikarz radiowy
  - Andreas Stitzl, niemiecki biathlonista, biegacz narciarski
  - David Wagner, amerykański niepełnosprawny tenisista
- 1975:
  - Kirsten Bolm, niemiecka lekkoatletka, płotkarka
  - Kristi Harrower, australijska koszykarka
  - Sebastian Niedziela, polski kompozytor
  - Olga Sikorová, czeska szachistka
- 1976:
  - Anza, japońska piosenkarka, aktorka
  - Robbie Blake, angielski piłkarz
  - Cho In-chul, południowokoreański judoka
  - Ali Reza Hejdari, irański zapaśnik
  - Tommy Jönsson, szwedzki piłkarz
  - Kim Jung-eun, południowokoreańska aktorka
  - Kristof Magnusson, islandzko-niemiecki pisarz, tłumacz
  - Marcin Papior, polski perkusista, członek zespołu Piersi
  - Vic Wunderle, amerykański łucznik
- 1977:
  - Ana Guevara, meksykańska lekkoatletka, sprinterka
  - Andrzej Liczik, polski bokser pochodzenia ukraińskiego
  - Dan Wells, amerykański pisarz
- 1978:
  - Pierre Dagenais, kanadyjski hokeista
  - Jan Holoubek, polski aktor, reżyser i operator filmowy
  - Marcin Wojtowicz, polski trener siatkówki
- 1979:
  - Gaute Bie, norweski pisarz
  - Karima Delli, francuska polityk pochodzenia algierskiego
  - Ben Fouhy, nowozelandzki kajakarz
  - Geoff Huegill, australijski pływak
  - Ivo Lakučs, łotewski kolarz torowy i BMX
  - John Lawler, brytyjski wokalista, gitarzysta, członek zespołu The Fratellis
  - Wiaczesław Małafiejew, rosyjski piłkarz, bramkarz
  - André Nascimento, brazylijski siatkarz
  - Sarah Stock, kanadyjska wrestlerka
- 1980:
  - Omar Bravo, meksykański piłkarz
  - Rohan Bopanna, indyjski tenisista
  - Mamady Doumbouya, gwinejski wojskowy, polityk, p.o. prezydenta Gwinei
  - Alex Garcia, brazylijski koszykarz
  - Giedrius Gustas, litewski koszykarz
  - Justyna Kozdryk, polska sztangistka
  - Manuel Ortlechner, austriacki piłkarz
- 1981:
  - Julia Budniak, polska lekkoatletka, biegaczka długodystansowa
  - Marie Delattre, francuska kajakarka
  - Maurizio Felugo, włoski piłkarz wodny
  - Laura Michelle Kelly, angielska aktorka
  - Eszter Krutzler, węgierska sztangistka
  - Ariza Makukula, portugalski piłkarz pochodzenia kongijskiego
  - Daniel Moszczyński, polski piosenkarz, kompozytor, autor tekstów, muzyk, producent muzyczny
  - Miha Rihtar, słoweński skoczek narciarski
  - Helen Wyman, brytyjska kolarka przełajowa i szosowa
- 1982:
  - Piotr Bajtlik, polski aktor
  - Bouna Coundoul, senegalski piłkarz, bramkarz
  - Landon Donovan, amerykański piłkarz
  - Joanna Górzyńska-Szymczak, polska koszykarka
  - Hanna Hopko, ukraińska dziennikarka, polityk
  - Andrej Rybakou, białoruski sztangista
- 1983:
  - Esteban Conde, urugwajski piłkarz, bramkarz
  - Samuel Contesti, włoski łyżwiarz figurowy pochodzenia francuskiego
  - Anita Gara, węgierska szachistka
  - Julija Guszczina, rosyjska lekkoatletka, sprinterka
- 1984:
  - Marin Čolak, chorwacki kierowca wyścigowy
  - Crazzy Steve, kanadyjski wrestler
  - Rafał Dudek, polski zawodnik sportów walki
  - Samuel Fuchs, brazylijski siatkarz
  - Norbert Hosnyánszky, węgierski piłkarz wodny
  - Kamila Kajak, polska tancerka
  - Tamir Kohen, izraelski piłkarz
  - Kazimierz Mazur, polski aktor
  - Artiom Riebrow, rosyjski piłkarz, bramkarz
- 1985:
  - Laure Ali, kameruńska zapaśniczka
  - Hrvoje Čale, chorwacki piłkarz
  - Scott Michael Foster, amerykański wokalista, aktor
  - Felicity Galvez, australijska pływaczka
  - Gordan Golik, chorwacki piłkarz
  - Mathieu Montcourt, francuski tenisista (zm. 2009)
  - Adrian Pater, polski futsalista
  - Whitney Port, amerykańska celebrytka, projektantka mody
  - Jerżan Szynkiejew, kazachski judoka
  - Jonas Troest, duński piłkarz
- 1986:
  - Tom De Mul, belgijski piłkarz
  - Srdjan Luchin, rumuński piłkarz pochodzenia serbskiego
  - Jessie Sapp, amerykański koszykarz
  - Bohdan Szust, ukraiński piłkarz, bramkarz
- 1987:
  - Theódór Bjarnason, islandzki piłkarz
  - Aaron Cel, francusko-polski koszykarz
  - Nicolas Maréchal, francuski siatkarz
  - Dominic Maroh, słoweński piłkarz
  - William Njobvu, zambijski piłkarz
- 1988:
  - Warszam Boranian, ormiański zapaśnik
  - Steven Burke, brytyjski kolarz torowy
  - Dóra Horváth, węgierska siatkarka
  - Sunisa Khaw-iad, tajska lekkoatletka, tyczkarka
  - Thabiso Mchunu, południowoafrykański bokser
  - Gal Mekel, izraelski koszykarz
  - Laura Siegemund, niemiecka tenisistka
  - Monika Wieczorkiewicz, polska lekkoatletka, sprinterka
- 1989:
  - Joanna Fiodorow, polska lekkoatletka, młociarka
  - Erin Heatherton, amerykańska modelka
  - Benjamin Kiplagat, ugandyjski lekkoatleta, długodystansowiec (zm. 2023)
- 1990:
  - Andrea Bowen, amerykańska aktorka
  - Draymond Green, amerykański koszykarz
  - Li Jinzi, chińska pięściarka
  - Fran Mérida, hiszpański piłkarz
  - Cristina Sandu, rumuńska lekkoatletka, skoczkini w dal i trójskoczkini
  - Arianna Vanderpool-Wallace, bahamska pływaczka
- 1991:
  - Debra Daniel, mikronezyjska pływaczka
  - Hui Ruoqi, chińska siatkarka
  - Sayed Ahmed Jaafar, bahrajński piłkarz
  - Diandra Newlin, amerykańska aktorka, piosenkarka, modelka
  - Carles Planas, hiszpański piłkarz
- 1992:
  - Erik Lamela, argentyński piłkarz pochodzenia hiszpańskiego
  - Bernd Leno, niemiecki piłkarz, bramkarz
  - Andrey Popoviç, azerski piłkarz, bramkarz
  - Jared Sullinger, amerykański koszykarz
- 1993:
  - Bobbi Kristina Brown, amerykańska piosenkarka (zm. 2015)
  - Abigail Mavity, amerykańska aktorka
- 1994:
  - Paco Castagna, włoski żużlowiec
  - Clémence Grimal, francuska snowboardzistka
  - Callum Harriott, gujański piłkarz
  - Luisito Pié, dominikański taekwondzista
- 1995:
  - Malin Aune, norweska piłkarka ręczna
  - Magdalena Czyszczoń, polska łyżwiarka szybka
  - Laura Gauché, francuska narciarka alpejska
  - Chlöe Howl, brytyjska piosenkarka, autorka tekstów
  - Max Litchfield, brytyjski pływak
  - Walerij Niczuszkin, rosyjski hokeista
  - Żaneta Rerutko, polska judoczka
  - Mallory Velte, amerykańska zapaśniczka
- 1996:
  - Marcin Horzelski, polski hokeista
  - Paula Kułaga, polska judoczka
  - Antonio Sanabria, paragwajski piłkarz
- 1997:
  - Daichi Hara, japoński narciarz dowolny
  - Andrzej Rządkowski, polski florecista
  - Matisse Thybulle, amerykański koszykarz
- 1998:
  - Giorgi Arabidze, gruziński piłkarz
  - Wato Arweladze, gruziński piłkarz
  - Michał Jędrzejewski, polski koszykarz
  - Obi Toppin, amerykański koszykarz
- 1999:
  - Brooke Forde, amerykańska pływaczka
  - Michele Gazzoli, włoski kolarz szosowy i torowy
  - Serafin Szota, polski piłkarz
- 2000:
  - Enrique Peña Zauner, wenezuelski piłkarz pochodzenia niemieckiego
  - Kevin Rodríguez, ekwadorski piłkarz
- 2001 – Freya Anderson, brytyjska pływaczka
- 2002:
  - Jair González, meksykański piłkarz
  - Bartłomiej Kowalski, polski żużlowiec
  - Océane Michelon, francuska biathlonistka
- 2003 – Santiago Quirós, argentyński piłkarz
- 2004 – Efraín Morales, boliwijski piłkarz pochodzenia portorykańskiego
- 2006 – Érick Díaz, panamski piłkarz

## Zmarli
- 561 – Pelagiusz I, papież (ur. ?)
- 1123 – Piotr z Cava dei Tirreni, włoski duchowny katolicki, biskup, benedyktyn, opat, święty (ur. 1038)
- 1172 – Stefan III, król Węgier i Chorwacji (ur. 1147)
- 1189 – Humbert III, hrabia Sabaudii, błogosławiony (ur. 1135)
- 1193 – Saladyn, wódz i polityk muzułmański pochodzenia kurdyjskiego (ur. 1137 lub 38)
- 1238:
  - Joanna Plantagenet, królowa Szkocji (ur. 1210)
  - Jerzy II Wsiewołodowicz, wielki książę włodzimierski (ur. 1189)
- 1303 – Daniel, książę moskiewski (ur. 1263)
- 1314 – Jakub Świnka, polski duchowny katolicki, arcybiskup gnieźnieński (ur. ?)
- 1371 – Joanna z Évreux, krölowa Francji (ur. ok. 1307)
- 1426 – Katarzyna Pomorska, księżniczka słupska, księżna Palatynatu-Neumarkt (ur. 1390/1391)
- 1454 – Hynek Krušina z Lichtenburka, czeski szlachcic, władca hrabstwa kłodzkiego i księstwa ziębickiego (ur. 1392)
- 1484 – Kazimierz Jagiellończyk, polski królewicz, święty (ur. 1458)
- 1496 – Zygmunt Habsburg, arcyksiążę Austrii, hrabia Tyrolu (ur. 1427)
- 1524 – Juan Rodríguez de Fonseca, hiszpański duchowny katolicki, polityk, dworzanin, urzędnik (ur. 1451)
- 1561 – Carlo Carafa, włoski kardynał (ur. 1517)
- 1610 – Baltazar Stanisławski, polski szlachcic, polityk (ur. ?)
- 1615 – Hans von Aachen, niemiecki malarz (ur. 1552)
- 1619 – Anna Duńska, królowa Anglii i Szkocji (ur. 1574)
- 1621 – Ana de Jesus, hiszpańska karmelitanka, Służebnica Boża (ur. 1545)
- 1687 – Jakub Jan Susza, polski duchowny greckokatolicki, biskup chełmski (ur. ok. 1610)
- 1698 – Stanisław Jan Witwicki, polski duchowny katolicki, biskup kijowski, łucki i poznański, pisarz religijny (ur. ok. 1630)
- 1699:
  - Sebastian Czapski, polski szlachcic, polityk (ur. ?)
  - Krzysztof Franciszek Sowiński, polski duchowny katolicki, teolog, filozof, wykładowca akademicki, polityk (ur. 1642)
- 1702 – Przecław Stefan Szembek, polski szlachcic, polityk (ur. ok. 1652)
- 1703 – Michał Antoni Hacki, polski cysters, opat klasztoru w Oliwie, dyplomata, mecenas sztuki (ur. 1630)
- 1710 – Ludwik III Burbon-Condé, francuski książę (ur. 1668)
- 1744 – Leopold, książę Szlezwiku i Holsztynu, hrabia Oldenburga i Delmenhorstu (ur. 1674)
- 1745 – Józef Niemirowicz Szczytt, polski szlachcic, polityk (ur. ?)
- 1749 – Aleksandr Rumiancew, rosyjski feldmarszałek (ur. 1677)
- 1751 – Walenty Aleksander Czapski, polski duchowny katolicki, biskup przemyski i kujawski (ur. 1682)
- 1762 – Johannes Zick, niemiecki malarz (ur. 1702)
- 1766 – Peter Thumb, austriacki architekt (ur. 1681)
- 1779 – Heinrich Leopold Wagner, niemiecki pisarz (ur. 1747)
- 1788 – Antonio Eugenio Visconti, włoski kardynał, nuncjusz apostolski (ur. 1713)
- 1793 – Ludwik de Penthièvre, francuski admirał (ur. 1725)
- 1799:
  - Joseph Liesganig, austriacki jezuita, astronom, geodeta (ur. 1719)
  - Ulrik Scheffer, szwedzki polityk, przewodniczący Rady Królewskiej (ur. 1716)
- 1805 – Jean-Baptiste Greuze, francuski malarz, rysownik (ur. 1725)
- 1807 – Abraham Baldwin, amerykański polityk (ur. 1754)
- 1811 – Mariano Moreno, argentyński prawnik, dziennikarz, polityk, bojownik o niepodległość kraju (ur. 1778)
- 1812 – Joachim Litawor Chreptowicz, sekretarz wielki litewski, marszałek Trybunału Głównego Wielkiego Księstwa Litewskiego, podkanclerzy litewski, kanclerz wielki litewski (ur. 1729)
- 1817 – Joseph Hopper Nicholson, amerykański prawnik, polityk (ur. 1770)
- 1820 – Samuel Gustaf Hermelin, szwedzki baron, kartograf, przemysłowiec, dyplomata (ur. 1744)
- 1825:
  - Matka od św. Ludwika, francuska zakonnica, błogosławiona (ur. 1763)
  - Raphaelle Peale, amerykański malarz (ur. 1774)
- 1832 – Jean-François Champollion, francuski lingwista, archeolog, egiptolog (ur. 1790)
- 1848 – Heinrich Karl Eichstädt, niemiecki filolog klasyczny (ur. 1772)
- 1849:
  - Henriette Hendel-Schütz, niemiecka aktorka (ur. 1772)
  - Pietro Ostini, włoski kardynał, nuncjusz apostolski (ur. 1775)
- 1852 – Nikołaj Gogol, rosyjski prozaik, poeta, dramaturg, publicysta (ur. 1809)
- 1853 – Leopold von Buch, niemiecki geolog, wulkanolog, paleontolog (ur. 1774)
- 1858 – Matthew Perry, amerykański komandor (ur. 1794)
- 1863 – August Jasiński, polski oficer, uczestnik powstania styczniowego (ur. 1825)
- 1868 – Karl Christian Vogel von Vogelstein, niemiecki malarz (ur. 1788)
- 1872:
  - Carsten Hauch, duński poeta (ur. 1790)
  - William Lowther, brytyjski arystokrata, polityk (ur. 1787)
- 1877 – Placyda Viel, francuska zakonnica, błogosławiona (ur. 1815)
- 1883 – Alexander Stephens, amerykański polityk (ur. 1812)
- 1885 – Hiram McCullough, amerykański polityk (ur. 1813)
- 1887 – Pierre-Jean Beck, belgijski duchowny katolicki, generał zakonu jezuitów, pisarz ascetyczny (ur. 1795)
- 1888:
  - Amos Bronson Alcott, amerykański pisarz (ur. 1799)
  - Jan Antoni Farina, włoski duchowny katolicki, biskup Treviso, święty (ur. 1803)
- 1889 – Józef Turnau, polski dowódca wojskowy, marszałek polny porucznik armii austro-węgierskiej (ur. 1828)
- 1899 – Markus Silberstein, polski fabrykant pochodzenia żydowskiego (ur. 1833)
- 1903 – Pawieł Tyrtow, rosyjski admirał, polityk (ur. 1838)
- 1904 – Joseph William Trutch, kanadyjski inżynier, polityk (ur. 1826)
- 1906 – John Schofield, amerykański generał, polityk (ur. 1831)
- 1907 – Władysław Krajewski, polski chirurg (ur. 1855)
- 1910 – Knut Johan Ångström, szwedzki geofizyk (ur. 1857)
- 1911 – Li Lianying, chiński eunuch, polityk (ur. 1848)
- 1914 – Georg Kopp, niemiecki duchowny katolicki, biskup fuldzki i wrocławski, kardynał (ur. 1837)
- 1915 – William Willett, brytyjski wynalazca (ur. 1856)
- 1916 – Franz Marc, niemiecki malarz, grafik (ur. 1880)
- 1919 – Sigurd Mathisen, norweski łyżwiarz szybki (ur. 1884)
- 1922 – Aleksandyr Ludskanow, bułgarski adwokat, dziennikarz, polityk (ur. 1854)
- 1924:
  - Leif Erichsen, norweski żeglarz sportowy (ur. 1888)
  - Stefania Tuchołkowa, polska publicystka, literatka, działaczka narodowa (ur. 1874)
- 1925:
  - Roger de Barbarin, francuski strzelec sportowy (ur. 1860)
  - Andrzej Fedukowicz, polski duchowny katolicki, ofiara prześladowań komunistycznych (ur. 1875)
  - Antoni Kaczyński, polski generał dywizji (ur. 1874)
  - Franciszek Maryewski, polski ekonomista, przemysłowiec, samorządowiec, polityk (ur. 1848)
  - Maurycy Moszkowski, niemiecki pianista, kompozytor, pedagog pochodzenia polsko-żydowskiego (ur. 1854)
  - James Ward, brytyjski psycholog, filozof (ur. 1843)
- 1929:
  - Friedrich Kehrmann, niemiecki chemik, wykładowca akademicki (ur. 1864)
  - Joshua Weldon Miles, amerykański polityk (ur. 1858)
- 1930 – Józef Śliwiński, polski pianista, dyrygent (ur. 1865)
- 1932:
  - Wacław Malinowski, polski ziemianin, działacz niepodległościowy, polityk, senator RP (ur. 1866)
  - Hilarion (Radonić), serbski biskup prawosławny (ur. 1871)
- 1934:
  - Rafał Medres, polski inżynier elektryk pochodzenia żydowskiego (ur. 1869)
  - Adam Ostaszewski, polski ziemianin, prawnik, filozof, konstruktor lotniczy, działacz gospodarczy i społeczny, prozaik, dramaturg, poeta, tłumacz, poliglota (ur. 1860)
- 1935 – Franciszek Stok, polski podpułkownik piechoty, działacz niepodległościowy (ur. 1880)
- 1936:
  - Arthur Henry Adams, nowozelandzki pisarz, dziennikarz (ur. 1872)
  - Józef Szczepan, polski podpułkownik piechoty (ur. 1885)
- 1938 – Aleksander Rothert, polski inżynier mechanik, elektryk, wykładowca akademicki (ur. 1870)
- 1939:
  - Siergiej Lebiediew, radziecki major bezpieczeństwa państwowego (ur. 1900)
  - Michaił Rajew, radziecki starszy major bezpieczeństwa państwowego, polityk (ur. 1894)
  - Antym (Sziwaczew), bułgarski biskup prawosławny (ur. 1884)
  - Ans Zalpēters, radziecki starszy major bezpieczeństwa państwowego pochodzenia łotewskiego (ur. 1899)
- 1940:
  - Hamlin Garland, amerykański pisarz (ur. 1860)
  - Artur Gustowski, polski kupiec, dziennikarz, drukarz, wydawca (ur. 1875)
  - Iosif Rajter, radziecki orientalista, polityk (ur. 1892)
  - Franciszek Schornak, polski nauczyciel, etnograf, działacz kociewski (ur. 1857)
  - Kuźma Wysocki, radziecki żołnierz (ur. 1911)
- 1941:
  - Bruno Stanisław Gruszka, polski działacz ruchu ludowego, polityk, poseł na Sejm Ustawodawczy (ur. 1881)
  - Maríe Julie Jahenny, francuska zakonnica, mistyczka, stygmatyczka (ur. 1850)
  - Ludwig Quidde, niemiecki historyk, pacyfista, polityk, laureat Pokojowej Nagrody Nobla (ur. 1858)
- 1942:
  - Mieczysław Bohatkiewicz, polski duchowny katolicki, męczennik, błogosławiony (ur. 1904)
  - Władysław Maćkowiak, polski duchowny katolicki, męczennik, błogosławiony (ur. 1910)
  - Stanisław Pyrtek, polski duchowny katolicki, męczennik, błogosławiony (ur. 1913)
- 1943:
  - Nikołaj Awksientjew, rosyjski rewolucjonista, polityk (ur. 1878)
  - Julian Krzewiński, polski aktor, pisarz, autor librett operetkowych i tekstów piosenek (ur. 1882)
- 1944 – Louis Buchalter, amerykański gangster pochodzenia żydowskiego (ur. 1897)
- 1945:
  - Iwan Bondariew, radziecki starszy sierżant (ur. 1917)
  - Mark Sandrich, amerykański reżyser, scenarzysta i producent filmowy pochodzenia żydowskiego (ur. 1900)
  - Joseph Schrijvers, belgijski redemptorysta, pisarz ascetyczny (ur. 1876)
- 1946 – Daniel Dajani, albański jezuita, męczennik, błogosławiony (ur. 1906)
- 1947 – George Gordon Coulton, brytyjski historyk (ur. 1858)
- 1948 – Antonin Artaud, francuski aktor, dramaturg, prozaik, reżyser, teoretyk teatru (ur. 1896)
- 1949 – Clarence Kingsbury, brytyjski kolarz torowy (ur. 1882)
- 1950:
  - Johanne Dybwad, norweska aktorka, reżyserka teatralna (ur. 1867)
  - Adam Rainer, austriacki ewenement medyczny (ur. 1899)
- 1951 – Zoltán Meszlényi, węgierski duchowny katolicki, biskup pomocniczy ostrzyhomski, błogosławiony (ur. 1892)
- 1952:
  - Stanisław Bizior, polski działacz podziemia antykomunistycznego (ur. 1918)
  - Nił Chasewycz, ukraiński grafik, członek UPA (ur. 1905)
  - Marian Pilarski, polski działacz podziemia antykomunistycznego (ur. 1899)
  - Charles Sherrington, brytyjski neurofizjolog, wykładowca akademicki, laureat Nagrody Nobla (ur. 1857)
- 1953 – Tadeusz Różycki-Kołodziejczyk, polski pułkownik dyplomowany piechoty, historyk wojskowości (ur. 1887)
- 1954:
  - Noel Gay, brytyjski kompozytor (ur. 1898)
  - Georg Tengwall, szwedzki żeglarz sportowy (ur. 1896)
- 1955:
  - Dmitrij Abramowicz, ukraiński historyk literatury, literaturoznawca, filolog, paleograf, wykładowca akademicki, publicysta, pisarz (ur. 1873)
  - Sigvard Hultcrantz, szwedzki strzelec sportowy (ur. 1888)
  - Józef Jarzębski, polski skrzypek, pedagog (ur. 1878)
  - Maria Librachowa, polska psycholog, wykładowczyni akademicka (ur. 1878)
- 1956 – Otto Harder, niemiecki piłkarz, funkcjonariusz i zbrodniarz nazistowski (ur. 1892)
- 1957 – Waleria Szalay-Groele, polska pisarka, reportażystka, pedagog (ur. 1879)
- 1959:
  - Paweł Kułakowski, polski geodeta, mierniczy przysięgły, wykładowca akademicki (ur. 1904)
  - Maxey Long, amerykański lekkoatleta, sprinter (ur. 1878)
- 1960:
  - Herbert O’Conor, amerykański polityk (ur. 1896)
  - Ołeksandr Szulhyn, ukraiński polityk, premier Ukraińskiej Republiki Ludowej (ur. 1889)
  - Leonard Warren, amerykański śpiewak operowy (baryton) (ur. 1911)
- 1961 – Michał Mościcki, polski dyplomata (ur. 1894)
- 1962 – Zofia Łoś, polska właścicielka ziemska (ur. 1900)
- 1963 – William Carlos Williams, amerykański pediatra, prozaik, poeta, dramaturg (ur. 1883)
- 1965 – Wacława Sadkowska, polska lekkoatletka, nauczycielka, dziennikarka sportowa (ur. 1906)
- 1967 – Włodzimierz Szymanowicz, polski poeta, malarz, grafik (ur. 1946)
- 1968:
  - Enzo Magnanini, włoski piłkarz, bramkarz (ur. 1935)
  - Włodzimierz Pietraszewicz, polski inżynier metalurg (ur. 1883)
  - Ellen Price, duńska tancerka baletowa, aktorka (ur. 1678)
- 1969:
  - Giorgio Chiavacci, włoski florecista (ur. 1899)
  - Tadeusz Ocioszyński, polski prawnik, ekonomista, teoretyk i administrator polskiej żeglugi morskiej, wykładowca akademicki (ur. 1893)
- 1970 – Jadwiga Kucianka, polska filolog, wykładowczyni akademicka (ur. 1924)
- 1971 – Hajk Andreasjan, ormiański piłkarz, trener (ur. 1914)
- 1972:
  - Jurandyr, brazylijski piłkarz, bramkarz (ur. 1913)
  - Bolesław Świdziński, polski pułkownik dyplomowany kawalerii (ur. 1885)
  - Muhammad Umran, syryjski generał, polityk (ur. 1922)
  - Stanisław Wachowiak, polski ekonomista, polityk, poseł na Sejm RP (ur. 1890)
- 1973:
  - Franciszek Haberek, polski podpułkownik dyplomowany pilot (ur. 1895)
  - Alojzy Targ, polski historyk, żołnierz AK, członek Delegatury Rządu na Kraj, działacz katolicki (ur. 1905)
- 1974:
  - Bill Aston, brytyjski kierowca wyścigowy (ur. 1900)
  - Adolph Gottlieb, amerykański malarz pochodzenia żydowskiego (ur. 1903)
  - Izabela Kunicka, polska aktorka, reżyserka teatralna, pedagog (ur. 1891)
  - Michaił Tichonrawow, rosyjski inżynier, konstruktor techniki kosmicznej i rakietowej (ur. 1900)
  - Gawriił Zujew, radziecki pilot wojskowy, as myśliwski (ur. 1907)
- 1975:
  - Renée Björling, szwedzka aktorka (ur. 1898)
  - Ignacy Tadeuszczak, polski kapral (ur. 1900)
- 1976 – Walter Schottky, niemiecki fizyk, inżynier elektryk, wykładowca akademicki (ur. 1886)
- 1977:
  - Anatol Baconsky, rumuński prozaik, poeta, eseista (ur. 1925)
  - Toma Caragiu, rumuński aktor (ur. 1925)
  - Alexandru Ivasiuc, rumuński pisarz, lekarz, psycholog (ur. 1933)
  - Adam Krokiewicz, polski filolog klasyczny, historyk filozofii, wykładowca akademicki (ur. 1890)
  - Johann Ludwig Graf Schwerin von Krosigk, niemiecki polityk nazistowski, minister finansów, kanclerz Niemiec (ur. 1887)
  - Bjambyn Rinczen, mongolski pisarz, etnograf, historyk, językoznawca, tłumacz (ur. 1905)
  - Heinrich Alexander Stoll, niemiecki pisarz (ur. 1910)
- 1979 – Willi Unsoeld, amerykański wspinacz (ur. 1926)
- 1980 – Joseph Brahim Seid, czadyjski pisarz, polityk, dyplomata (ur. 1927)
- 1981 – Franz Kapus, szwajcarski bobsleista (ur. 1909)
- 1982:
  - Tadeusz Gede, polski elektryk, polityk, dyplomata (ur. 1911)
  - Hudson Hoagland, amerykański psycholog, neuroendokrynolog, wykładowca akademicki (ur. 1899)
- 1983 – John Nicholson, brytyjski chemik organik (ur. 1925)
- 1984 – Stanisław Broszkiewicz, polski pisarz, dziennikarz, publicysta (ur. 1926)
- 1985:
  - Francesco Cosentino, włoski menedżer, polityk (ur. 1922)
  - Sverre Strandli, norweski lekkoatleta, młociarz (ur. 1925)
- 1986:
  - Aleksiej Balasnikow, radziecki pilot wojskowy, as myśliwski (ur. 1920)
  - Ding Ling, chińska pisarka (ur. 1904)
  - Richard Manuel, kanadyjski muzyk rockowy, członek zespołu The Band (ur. 1943)
- 1987 – Georges Arnaud, francuski pisarz (ur. 1917)
- 1989 – Tiny Grimes, amerykański gitarzysta jazzowy i rhythmandbluesowy (ur. 1916)
- 1990 – Wasilij Margiełow, radziecki generał armii (ur. 1908)
- 1991 – Zbigniew Bortnowski, polski inżynier, polityk, poseł na Sejm PRL (ur. 1934)
- 1992:
  - Néstor Almendros, hiszpański operator filmowy, autor filmów dokumentalnych (ur. 1930)
  - Art Babbitt, amerykański animator (ur. 1907)
- 1993:
  - Jerome Ambro, amerykański polityk (ur. 1928)
  - Simon Bagdasarian, radziecki kapitan (ur. 1913)
  - Art Hodes, amerykański pianista jazzowy, kompozytor (ur. 1904)
  - Anšlavs Eglītis, łotewski pisarz (ur. 1906)
  - Tomislav Ivčić, chorwacki piosenkarz, autor tekstów, polityk (ur. 1953)
  - Kaisu Leppänen, fińska aktorka (ur. 1904)
  - Nicholas Ridley, brytyjski arystokrata, polityk (ur. 1929)
  - Tadeusz Stasiński, polski internista, kardiolog, wykładowca akademicki (ur. 1922)
  - Tadeusz Sulma, polski botanik, wykładowca akademicki (ur. 1905)
- 1994 – John Candy, kanadyjski aktor (ur. 1950)
- 1995:
  - Iwan Kedryn-Rudnycki, ukraiński historyk, dziennikarz, działacz polityczny (ur. 1896)
  - Wira Misewycz, ukraińska jeźdźczyni sportowa (ur. 1945)
  - Matt Urban, amerykański podpułkownik pochodzenia polskiego (ur. 1919)
  - Andrzej Wołkowski, polski hokeista, trener (ur. 1913)
- 1996 – Enrico Cucchi, włoski piłkarz (ur. 1965)
- 1997:
  - Roger Brown, amerykański koszykarz (ur. 1942)
  - Edward Klabiński, polski kolarz szosowy (ur. 1920)
  - Paul Préboist, francuski aktor (ur. 1927)
- 1998:
  - Tadeusz Bełdowski, polski elektrotechnik, wykładowca akademicki (ur. 1929)
  - Adam Bień, polski prawnik, polityk ruchu ludowego, zastępca Delegata Rządu na Kraj, minister-członek Rady Ministrów (ur. 1899)
  - Sambwa Pida N’Bagui, zairski (kingijski) polityk, premier Zairu (ur. 1940)
  - Mara Puškarić-Petras, chorwacka malarka naiwna (ur. 1903)
- 1999:
  - Harry Blackmun, amerykański prawnik, sędzia Sądu Najwyższego (ur. 1908)
  - Fritz Honegger, szwajcarski polityk, prezydent Szwajcarii (ur. 1917)
- 2000:
  - Władysław Daniłowski, polski kompozytor, założyciel Chóru Dana (ur. 1902)
  - Andrzej Pieścicki, polski działacz sportowy (ur. 1939)
- 2001:
  - Gerardo Barbero, argentyński szachista (ur. 1961)
  - Jean Bazaine, francuski malarz, witrażysta (ur. 1904)
  - Stanisława Lis, polska psycholog, profesor nauk humanistycznych (ur. 1931)
- 2002:
  - Oleg Kuliszew, radziecki generał pułkownik (ur. 1928)
  - Tadeusz Szlagor, polski siatkarz, trener, działacz sportowy (ur. 1929)
  - Velibor Vasović, jugosłowiański piłkarz, trener (ur. 1939)
- 2003:
  - Fedora Barbieri, włoska śpiewaczka operowa (mezzosopran) (ur. 1920)
  - Dżaba Ioseliani, gruziński przestępca, polityk nacjonalistyczny, pisarz (ur. 1926)
  - Sébastien Japrisot, francuski pisarz, scenarzysta filmowy (ur. 1931)
  - Stanisław Franciszek Jucha, polski geolog, kartograf, wykładowca akademicki (ur. 1930)
  - Oliver Paynie Pearson, amerykański zoolog, wykładowca akademicki, muzealnik (ur. 1915)
- 2004:
  - Walter Gómez, urugwajski piłkarz (ur. 1927)
  - Jeremi Przybora, polski satyryk, reżyser, autor tekstów piosenek, współtwórca Kabaretu Starszych Panów (ur. 1915)
- 2005:
  - Jurij Krawczenko, ukraiński wojskowy, polityk (ur. 1951)
  - Carlos Sherman, białoruski poeta, pisarz, tłumacz, krytyk literacki, obrońca praw człowieka (ur. 1934)
- 2007:
  - Tadeusz Nalepa, polski kompozytor, gitarzysta, wokalista, harmonijkarz, autor tekstów (ur. 1943)
  - Andrzej Śliwiński, polski polityk (ur. 1926)
  - Hing Tong, amerykański matematyk pochodzenia chińskiego (ur. 1922)
- 2008:
  - Erwin Ballabio, szwajcarski piłkarz, bramkarz, trener (ur. 1918)
  - Gary Gygax, amerykański autor gier fabularnych (ur. 1938)
- 2009:
  - Horton Foote, amerykański scenarzysta filmowy (ur. 1916)
  - Józef Łabudek, polski działacz państwowy (ur. 1929)
- 2010 – Władisław Ardzinba, abchaski polityk, prezydent Abchazji (ur. 1945)
- 2011:
  - Krishna Prasad Bhattarai, nepalski polityk, premier Nepalu (ur. 1924)
  - Charles Jarrott, brytyjski reżyser filmowy i telewizyjny (ur. 1927)
  - Lucyna Legut, polska aktorka, pisarka, malarka (ur. 1926)
  - Simon van der Meer, holenderski fizyk, laureat Nagrody Nobla (ur. 1925)
  - Johnny Preston, amerykański piosenkarz (ur. 1939)
- 2012 – Michał Issajewicz, polski żołnierz AK (ur. 1921)
- 2013:
  - Chick Halbert, amerykański koszykarz (ur. 1919)
  - Seki Matsunaga, japoński piłkarz (ur. 1928)
  - Eulogio Oyó, wojskowy, polityk i dyplomata z Gwinei Równikowej (ur. 1942)
- 2014:
  - Fritz Marquardt, niemiecki aktor (ur. 1928)
  - William Pogue, amerykański astronauta (ur. 1930)
  - Dominique Sourdel, francuski historyk, arabista, orientalista (ur. 1921)
  - Wu Tianming, chiński reżyser filmowy (ur. 1939)
- 2015:
  - Stanisław Krawczyk, polski poeta, prozaik, publicysta (ur. 1938)
  - Zbyszko Siemaszko, polski fotografik (ur. 1925)
  - Wojciech Wąsikiewicz, polski piłkarz, trener (ur. 1946)
- 2016:
  - Alfred Bolcek, polski piłkarz (ur. 1954)
  - Bud Collins, amerykański dziennikarz sportowy (ur. 1929)
  - Pat Conroy, amerykański pisarz (ur. 1945)
  - Jerzy Godziszewski, polski pianista (ur. 1935)
  - Wojciech Skibiński, polski aktor (ur. 1929)
- 2017:
  - Bonnie Burnard, kanadyjska pisarka (ur. 1945)
  - Henryk Kietliński, polski duchowny katolicki, pallotyn, pisarz (ur. 1932)
  - Grzegorz Rudkiewicz, polski żeglarz, działacz i zawodnik kręglarstwa klasycznego (ur. 1947)
  - Thomas Starzl, amerykański transplantolog (ur. 1926)
  - Alberto Villalta, salwadorski piłkarz (ur. 1947)
- 2018:
  - Davide Astori, włoski piłkarz (ur. 1987)
  - Ewa Józefczyk, polska aktorka (ur. 1951)
  - Grażyna Staniszewska, polska aktorka (ur. 1936)
  - Wiktor Sumiński, polski podpułkownik (ur. 1921)
- 2019:
  - King Kong Bundy, amerykański wrestler, aktor, stand-upowiec (ur. 1955)
  - Eric Caldow, szkocki piłkarz (ur. 1934)
  - Keith Flint, brytyjski muzyk, wokalista, członek zespołu The Prodigy (ur. 1969)
  - Klaus Kinkel, niemiecki prawnik, polityk (ur. 1936)
  - Luke Perry, amerykański aktor (ur. 1966)
  - Jean Starobinski, szwajcarski filozof, krytyk literacki pochodzenia żydowskiego (ur. 1920)
- 2020:
  - Stefan Borucz, polski kolarz torowy, trener (ur. 1932)
  - Javier Pérez de Cuéllar, peruwiański polityk, dyplomata, premier Peru, sekretarz generalny ONZ (ur. 1920)
  - Aleksiej Sorokin, rosyjski admirał floty (ur. 1922)
  - Robert Szawłakadze, gruziński lekkoatleta, skoczek wzwyż (ur. 1933)
- 2021:
  - Zygmunt Hanusik, polski kolarz szosowy, trener (ur. 1945)
  - Tadeusz Huciński, polski trener i teoretyk koszykówki (ur. 1949)
  - Atanazy (Jevtić), serbski biskup prawosławny, biskup zahumsko-hercegowiński (ur. 1938)
- 2022:
  - Jacek Chyrosz, polski architekt (ur. 1933)
  - Paula Marosi, węgierska florecistka (ur. 1936)
  - Mitch Ryan, amerykański aktor (ur. 1934)
  - Aleksander Tarnawski, polski podporucznik, cichociemny, inżynier chemik (ur. 1921)
  - Shane Warne, australijski krykiecista (ur. 1969)
  - Maryan Wisniewski, francuski piłkarz pochodzenia polskiego (ur. 1937)
- 2023:
  - Joseph Gabriel Fernandez, indyjski duchowny katolicki, biskup Quilonu (ur. 1925)
  - Spot, amerykański producent muzyczny (ur. 1951)
  - Leo Sterckx, belgijski kolarz torowy (ur. 1936)
- 2024:
  - Francisco González Valer, amerykański duchowny katolicki, biskup pomocniczy Waszyngtonu (ur. 1939)
  - Piotr Krupa, polski duchowny katolicki, biskup pomocniczy koszalińsko-kołobrzeski i pelpliński (ur. 1936)
  - Kees Rijvers, holenderski piłkarz, trener (ur. 1926)
  - Elżbieta Starosławska, polska onkolog, profesor nauk medycznych (ur. 1952)
- 2025:
  - Roy Ayers, amerykański muzyk, wibrafonista i kompozytor funkowy, soulowy i jazzowy (ur. 1940)
  - Jean-Louis Debré, francuski prawnik, politolog, polityk, minister spraw wewnętrznych, przewodniczący Zgromadzenia Narodowego (ur. 1944)
  - Oleg Gordijewski, rosyjski oficer wywiadu, pułkownik KGB, współpracownik MI6, pisarz (ur. 1938)
  - Janina Januszewska-Skreiberg, polska dziennikarka i pisarka, popularyzatorka sztuki polskiej i norweskiej (ur. 1939)
  - Jerzy Pasiński, polski inżynier mechanik, menadżer, działacz państwowy, prezydent Gdańska (ur. 1947)
  - Serhij Żurawlow, ukraiński piłkarz (ur. 1959)